# エヨング・エノー
エヨング・タルカング・エノー（Eyong Tarkang Enoh、1986年8月10日 - ）は、カメルーン・クンバ出身の元同国代表サッカー選手。現役時代のポジションはMF。エヨン・エノーとも表記される。

## 経歴

### クラブ

#### 初期
公務員の家庭に生まれたエノーは、父の勤務先ティコにあるクラブチームの下部組織でキャリアを始め、2002年にブエア大学の学生として参加した大学選手権で注目を集め、トップリーグに属するマウント・カメルーンFCに引き抜かれた。また、そのプレースタイルからアルゼンチン代表のフアン・セバスティアン・ベロンになぞらえ"ベロン"とアダ名をつけられた。
2004年に北キプロス・トルコ共和国へ渡りブリンジ・リグのマウサ・トゥルク・グジェSKに加入し、翌2005-06シーズンに優勝を果たした。その後、トルコやヨーロッパ本土への移籍を夢見るも叶わず、南アフリカ共和国のアヤックス・ケープタウンFCと契約。2年目から主将に就任すると2位と惜しくもリーグ優勝を逃すも、チームの最優秀選手に選出された。
その活躍から、同リーグのオーランド・パイレーツFC, マメロディ・サンダウンズFC, カイザー・チーフスFCが関心を寄せるも、ヨーロッパでのプレーを望みフランス, デンマーク, スウェーデン, イングランド, イスラエルのトライアルに参加した。イスラエルのマッカビ・ハイファFCとイングランドのポーツマスFCを率いるハリー・レドナップ監督の評価は高かったものの、ハイファ側とはクラブ間合意に至らず、ポーツマス側とは労働許可証の問題から破談した。

#### アヤックス
オランダのアヤックス・アムステルダムを率いるマルコ・ファン・バステン監督の誘いから短期トライアルに参加し、2008年8月に同僚のハンス・フォンクと共に2010年6月30日までの2年+2年のオプション付きで加入。アヤックス初のカメルーン人選手となった。9月21日のフェイエノールト戦（2-2）でリーグ戦デビューを飾り、25日のKNVBカップ・FCユトレヒト戦（2-0）で初先発出場をした。2009年3月18日、UEFAカップ 2008-09のオリンピック・マルセイユとの第1戦（2-2）で初得点を挙げ、そのパフォーマンスからファンの人気を集め、マルティン・ヨル監督に交代後もレギュラーとしてプレーしていた。フランク・デ・ブール監督後も暫くは同様の状態が続き、2010年12月15日に契約を2015年まで延長したが、2011-12シーズンに負傷に見舞われ、PSVアイントホーフェン戦（2-0）に復帰してからは先発よりも途中出場としての役割が増えていった。

#### フラム (ローン)
2013年1月31日、完全移籍のオプション付きでイングランドのフラムFCへシーズン終了までの契約で貸し出され、アヤックス時代の同僚ウルビー・エマヌエルソン, そしてヨル監督と再会することとなった。3月17日、ホワイト・ハート・レーンでのトッテナム・ホットスパーFC戦（1-0）で78分にギオルゴス・カラグーニスと代わりでデビューした。

#### アンタルヤスポル
フラムのレンタル移籍期間満了後はアヤックスに復帰したが、出場機会に恵まれず、2014年1月、アンタルヤスポルへの移籍が決定した。

#### スタンダール・リエージュ
2014年8月、スタンダール・リエージュへ移籍。

#### ヴィレムII
2018年1月31日、ヴィレムIIへ移籍した。

#### エノシス・ネオン・パラリムニ
2018年夏、エノシス・ネオン・パラリムニFCへ移籍した。

#### オリンピアコス・ニコシア
2019年6月13日、オリンピアコス・ニコシアへ移籍した。

### 代表
2009年6月7日にカメルーン代表としてモロッコ戦でデビュー。以降は、2010 FIFAワールドカップ・アフリカ予選で数試合出場し、アフリカネイションズカップ2010のメンバーに選出された。2010 FIFAワールドカップのメンバーにも選出され、2010年5月29日のスロバキア戦で代表初得点を挙げた。

## 代表歴

### 出場大会
- カメルーン代表
  - 2010 FIFAワールドカップ
  - 2014 FIFAワールドカップ

### 試合数
- 国際Aマッチ 56試合 2得点（2009年-2016年）[13]

| カメルーン代表 | 国際Aマッチ | 国際Aマッチ |
| 年             | 出場        | 得点        |
| -------------- | ----------- | ----------- |
| 2009           | 7           | 0           |
| 2010           | 11          | 1           |
| 2011           | 8           | 1           |
| 2012           | 1           | 0           |
| 2013           | 6           | 0           |
| 2014           | 13          | 0           |
| 2015           | 8           | 0           |
| 2016           | 2           | 0           |
| 通算           | 56          | 2           |

## タイトル
マウサ・トゥルク・グジェSK
- ブリンジ・リグ（英語版） 2005-06

アヤックス・ケープタウンFC
- ネドバンク・カップ 2007

アヤックス・アムステルダム
- エールディヴィジ 2010-11, 2011-12
- KNVBカップ 2009-10
- ヨハン・クライフ・スハール 2013

スタンダール・リエージュ
- ベルギーカップ 2015-16